# Hymn Malawi
Mlungu dalitsani Malawi (Boże błogosław nasz kraj Malawi) to hymn państwowy Malawi. Został przyjęty w wyniku konkursu w roku 1964. Słowa i muzykę napisał Michael-Fredrick Paul Sauka.

## Oficjalne słowa w języku chichewa
Mulungu dalitsa Malawi,
Mumsunge m'mtendere.
Gonjetsani adani onse,
Njala, nthenda, nsanje.
Lunzitsani mitima yathu,
Kuti tisaope.
Mdalitse Mtsogo leri nafe,
Ndi mayi Malawi.
Malawi ndziko lokongola,
La chonde ndi ufulu,
Nyanja ndi mphepo ya m'mapiri,
Ndithudi tadala.
Zigwa, mapiri, nthaka, dzinthu,
N'mphatso zaulere.
Nkhalango, madambo abwino.
Ngwokoma Malawi.
O Ufulu tigwirizane,
Kukweza Malawi.
Ndi chikondi, khama, kumvera,
Timutumikire.
Pa nkhondo nkana pa mtendere,
Cholinga n'chimodzi.
Mai, bambo, tidzipereke,
Pokweza Malawi.

## Oficjalne słowa angielskie
O God bless our land of Malawi,
Keep it a land of peace.
Put down each and every enemy,
Hunger, disease, envy.
Join together all our hearts as one,
That we be free from fear.
Bless our leader,
each and every one,
And Mother Malawi.
Our own Malawi, this land so fair,
Fertile and brave and free.
With its lakes, refreshing mountain air,
How greatly blest are we.
Hills and valleys, soil so rich and rare
Give us a bounty free.
Wood and forest, plains so broad and fair,
All - beauteous Malawi.
Freedom ever, let us all unite
To build up Malawi.
With our love, our zeal and loyalty,
Bringing our best to her.
In time of war, or in time of peace,
One purpose and one goal.
Men and women serving selflessly
In building Malawi.